# Giuseppe D'Alema
Giuseppe D'Alema (Ravenna, 15 maggio 1917 – Roma, 3 novembre 1994) è stato un partigiano e politico italiano, padre del politico Massimo D'Alema.

## Biografia
Nato a Ravenna da una famiglia originaria di Miglionico, nei pressi di Matera, primo dei tre figli di Nicola D'Alema, maestro elementare ed ispettore didattico, e Anna Morelli, seconda moglie del padre che aveva già avuto quattro figli dal precedente matrimonio.
Ex segretario del Gruppo universitario fascista della provincia di Ravenna, dopo l'8 settembre 1943 aderisce alla Resistenza, partecipando alla riunione fondativa delle formazioni partigiane romagnole l'11 settembre all'Hotel Mare-Pineta di Milano Marittima, con Mario Gordini, Ennio Cervellati, Riccardo Fedel, Arrigo Boldrini, Giovanni Fusconi, Gino Gatta, Rodolfo Salvagiani, Agide Samaritani e Zoffoli.
Dirigente di primo piano del Partito Comunista Italiano clandestino nell'area ravennate assieme a Mario Gordini, operò col nome di battaglia "Alberto" in qualità di commissario politico all'interno di quella che sarebbe stata poi denominata 28ª Brigata GAP "Mario Gordini", in stretto raccordo con Arrigo Boldrini, e successivamente nella 35ª Brigata "B. Rizieri". Fu il principale animatore della stampa clandestina nel ravennate e nel ferrarese, tramite una stamperia nascosta a Conselice. Su di lui gli occupanti tedeschi posero una taglia di 100 000 lire, all'epoca una cifra enorme.
Dopo la fine della guerra, nel 1948 sposò Fabiola Modesti (1924-2008), anche lei di famiglia antifascista, incontrata ad un ricevimento presso l'ambasciata sovietica a Roma. Dalla loro unione nacque nel 1949 Massimo D'Alema, dirigente del PCI fino al suo scioglimento nel 1990 e successivamente presidente del consiglio e ministro degli esteri. Negli anni successivi Giuseppe D'Alema lavorò come funzionario presso la direzione del partito in via delle Botteghe Oscure.
Alle elezioni politiche del 1963 fu eletto deputato alla Camera dei deputati, e successivamente rieletto quattro volte fino al 1983 (VIII legislatura), dove fu presidente della Commissione Finanze e Tesoro.
Fu anche segretario della federazione del Partito Comunista di Modena.
Morì a Roma il 3 novembre 1994, pochi mesi dopo l'elezione di suo figlio a segretario del Partito Democratico della Sinistra.